# Nuillé-le-Jalais
Nuillé-le-Jalais là một xã thuộc tỉnh Sarthe trong vùng Pays-de-la-Loire phía tây bắc nước Pháp. Xã này nằm ở khu vực có độ cao từ 80-151 mét trên mực nước biển.